# Powiat kolneński

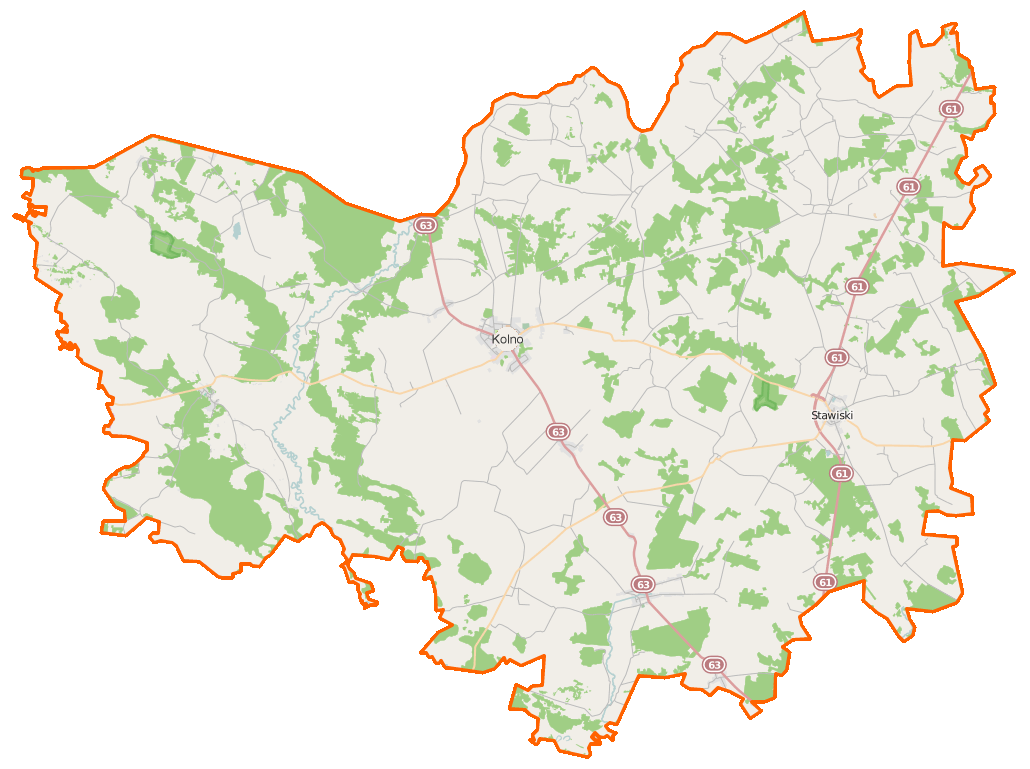
Mapa powiatu

Powiat kolneński – powiat w Polsce (województwo podlaskie), utworzony w 1999 roku w ramach reformy administracyjnej. Jego siedzibą jest miasto Kolno.
W skład powiatu wchodzą:
- gminy miejskie: Kolno
- gminy miejsko-wiejskie: Stawiski
- gminy wiejskie: Grabowo, Kolno, Mały Płock, Turośl
- miasta: Kolno, Stawiski

Według danych z 31 grudnia 2019 roku powiat zamieszkiwało 38 057 osób. Natomiast według danych z 30 czerwca 2020 roku powiat zamieszkiwały 37 983 osoby.

## Demografia

### W II Rzeczypospolitej
Według spisu powszechnego z 1921 roku, powiat w ówczesnych granicach zamieszkiwało 63 656 osób, w tym 58 340 (91,6%) Polaków, 5202 (8,2%) Żydów, 85 (0,1%) Rosjan, 10 Rusinów, 9 Litwinów, 7 Niemców, 2 Białorusinów i 1 Ormianin.

### Współcześnie

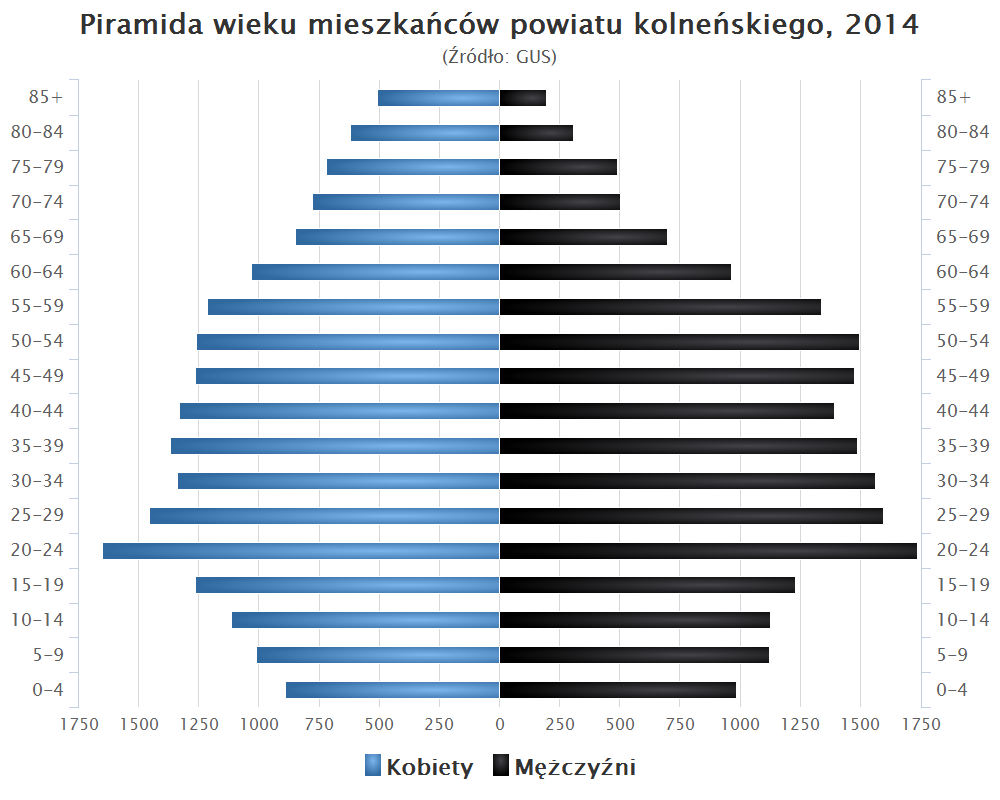
Piramida wieku mieszkańców powiatu kolneńskiego w 2014 roku

Liczba ludności (dane z 30 czerwca 2013):
|        | Ogółem | Ogółem | Kobiety | Kobiety | Mężczyźni | Mężczyźni |
| osób   | %      | osób   | %       | osób    | %         |           |
| ------ | ------ | ------ | ------- | ------- | --------- | --------- |
| Ogółem | 39 737 | 100    | 19 802  | 49,83   | 19 935    | 50,17     |
| Miasto | 12 999 | 32,71  | 6626    | 16,67   | 6373      | 16,04     |
| Wieś   | 26 738 | 67,29  | 13 176  | 33,16   | 13 562    | 34,13     |

▶Wieś vs ▶miasto
Ogółem (▶k, ▶m)
Miasto (▶k, ▶m)
Wieś (▶k, ▶m)

## Stopa bezrobocia
We wrześniu 2019 liczba zarejestrowanych bezrobotnych wynosiła 2 200 osób, a stopa bezrobocia 13,7%.

## Religia
Według spisu powszechnego z 1921 roku 57633 (90,5%) mieszkańców powiatu w ówczesnych granicach wyznawało rzymski katolicyzm, 5684 (8,9%) judaizm, 200 (0,3%) było protestantami, 125 (0,2%) wyznawało prawosławie, 12 grekokatolicyzm, 1 osoba była wierną Apostolskiego Kościoła Ormiańskiego. 1 osoba zadeklarowała brak wyznania.

## Sąsiednie powiaty
- powiat grajewski
- powiat łomżyński
- powiat ostrołęcki (mazowieckie)
- powiat piski (warmińsko-mazurskie)